# Acacia nervosa
Acacia nervosa é uma espécie de leguminosa do gênero Acacia, pertencente à família Fabaceae.